# Kolonići
Kolonići (Kollonić, Kollonich, Kollonits, Kollonics, Kollonitz, Kolonitsch), hrvatska plemićka obitelj podrijetlom iz sela Kolunić s područja nekadašnje hrvatske župe Pset (danas u BiH).

## Povijest
Prvi poznati spomen plemićke obitelji Kolunić javlja se u izvori iz 1325. godine izdanom u gradu Ključu na Sani gdje se navodi neki Budonja iz plemena Kolunić (Budona de generatione Cholunic) iz čega se pretpostavlja da je već početkom 14. stoljeća u župi Pset živio taj plemeniti rod. Prema ispravi iz 1420. godine vidljivo je da se rod Kolunića sastojao od više kuća (hiža), od kojih su najznamenitiji bili Mišljenovići. Oni potječu od Budislavljeva sina Mišljena. Rečeni Mišljen imao je dva sina: Stjepana Mišljenovića od Kolunića i mlađeg Dionizija.
Godine 1448. sinovi Stjepana Mišljenovića Miket, Andrija, Blaž i Tomaš dobili su od ugarskog gubernatora Ivana Hunjadija, za vjernu službu, posjed Očijevo u župi Pset. Ban Petar Talovac je, za vjernu službu, Miketi i njegovoj braći 1452. darovao posjede Peć i Malo Podstinje u Cetinskoj županiji.
Jedna obitelj Kolunića preselila se u 15. stoljeću u grad Šibenik koji je tada bio pod mletačkom upravom i promijenila prezime u talijansko ime Rota, jer se vjerovalo da se prezime "Kolunić" izvodi iz riječi kolo, koje su dodali i u svoj obiteljski grb. Iz varoških zapisnika grada Šibenika (1575. i 1585.) u kojima izrijekom piše Kolunich alias Rota vidljivo je da se radi o istoj obitelji. Iz te obitelj potječe slavni slikar i bakrorezac Martin Rota (o. 1532. – 1583.).
Najpoznatija obitelj od plemena Kolunića je ona koja se početkom 15. stoljeća odselila iz župe Pset u Štajersku, a odatle se raširila u Austriju i Ugarsku. Najpoznatiji član obitelji u 16. stoljeću bio je Sigfried († 1555.), gospodar grada Schleinitza, koji se istaknuo u borbama protiv Turaka tijekom opsade Beča 1529. godine, za što mu je njemački car Karlo V. (1519. – 1558.) dodijelio naslov viteza, a kasnije je postao viječnikom dvorske komore. Njegovi sin Juraj Sigfried II. († 1599.) i njegova braća dobili su 1583. godine od njemačkog cara i hrvatsko-ugarskog kralja Rudolfa II. (1576. – 1608./12.) naslov baruna.
Obitelj se razdvojila na dvije grane: štajersku (stariju) i austrijsku (mlađu). Štajerska grana stekla je grofovsku titulu 1637., a austrijska grana 1638. godine.
Juraj Sigfried je ostavio četiri sina od kojih se najviše istaknuo barun Sigfried III. (1572. – 1624.) sa svojom braćom Karlom i Ernestom. Zanimljivo je da su Kolonići imali sjećanje na svoje hrvatsko podrijetlo, pri čemu se osobito istaknuo barun Ernest († 1639.) koji je tražeći ugarski indigenat i kapetansku čast u jugozapadnoj Ugarskoj u ugarskom saboru 1618. godine izjavio Vicecapitaneus Jaurinensis magnificus Ernestus a Kollonidi, siquidem Croata, ac proinde indigena regni..., a na drugom mjestu može se pročitati:
| » | Jaurinensem vicecapitaneum quod attinet, est is magnificus Ernestus a Kollonits, l(iber) b(aro) ex antique Croatiae sanguine et nobili prosapia oriundus, sicuti etiam ipsius baronatus officio eo nomine functus est, et de inelito hoc regno (Ungariae) diversis occasionibus optime meritus | « |
|   | |   |

Ugarska grana obitelji prešla je na rimokatoličku vjeru. Ernest je imao sina Leopolda Karla Kolunića (1631. – 1707.), znamenitog ugarskog nadbiskupa i kardinala te ugarskog državnika. Posljednji muški potomak ugarske grane ove znamenite obitelji bio je Leopoldov sinovac grof Sigismund Kolonić (1676. – 1757.), od 1722. prvi nadbiskup u Beču.
Značajni predstavnici velikaške obitelji Kolonić su:
- Sigfried Kolonić
- Leopold Karlo Kolonić († 1707.) - nadbiskup i kardinal
- Sigismund Kolonić († 1751.) - bečki nadbiskup i kardinal
- Ladislav Kolonić († 1817.) - velikovaradinski biskup i kaločki nadbiskup